# Moker
Moker è un film del 1994 diretto da Larbi Altit.
Prodotto in lingua berbera, è il sequel di Boutfonaste et les 40 voleurs.